# Basalto toleítico

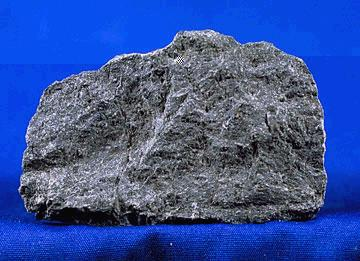
Amostra de basalto toleítico.

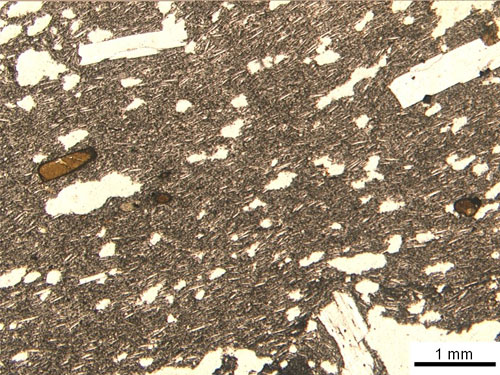
Microfotografia com luz polarizada de uma lâmina fina de basalto toleítico.

Classificação dos basaltos em função da sua composição.

Basalto toleítico, ou toleíte, é a designação dada às rochas típicas das zonas de ascensão magmática, como as dorsais oceânicas e os rifts, que apresentam características gerais idênticas aos basaltos alcalinos, mas são ricas em fenocristais de olivinas não zonadas e de piroxenas cálcicas. Para além das diferenças cristalográficas, os basaltos toleíticos são mais ricos em plagióclases e sílica do que os basaltos alcalinos convencionais, o que os coloca no diagrama TAS entre os basaltos sub-alcalinos. O nome deriva da cidade de Tholey, no Saarland, localidade em cujos arredores se situam as colinas de Schaumberg (Tholey), origem da primeira amostra desta rocha a ser descrita.

## Descrição
O basalto toleítico é uma rocha ígnea de características máficas, cor cinzento-escuro e elevada densidade. A matriz destes basaltos é composta maioritariamente (> 50% em peso) por piroxenas (ortopiroxenas e clinopiroxenas) e por plagioclases ricas em cálcio, sendo que as plagioclases (70-95 % da matriz) e as piroxenas dominam largamente. Podem ainda conter cristais, por vezes fenocristais, de quartzo, olivina e vários minerais acessórios, com destaque para os óxidos de ferro e titânio.
Do ponto de vista geoquímico, os basaltos toleíticos são caracterizados por conterem menos óxidos alcalinos (Na2O + K2O) em proporção ao conteúdo de SiO2 do que os basaltos alcalinos, o que se traduz na sua individualização no diagrama TAS, originando a sua designação como basaltos sub-alcalinos. Em geral a matriz é vitrosa, contendo tridimite ou quartzo sob a forma de grãos finos, mas os feldspatos estão ausentes.
A rocha originalmente descrita como toleíte (de Tholey) foi recolhida num dique basáltico que, face à moderna classificação, não deve ser considerado como toleítico já que o seu conteúdo em terras raras não corresponde à composição geoquímica deste tipo de basalto em condições típicas nas regiões oceânicas e continentais. Por essa razão, a International Union of Geological Sciences (IUGS) recomenda que a designação toleíte seja substituída por basalto toleítico quando se pretenda designar rochas basálticas originadas a partir de magmas sub-alcalinos
Os basaltos toleíticos são originados a partir de magmas resultantes da fusão parcial de peridotito produzida pela descompressão no manto terrestre. Por essa razão são característicos das zonas de ascensão magmática, com destaque para as dorsais oceânicas, para as zonas de rift e outras onde se verifique a criação de nova crusta a partir de materiais mantélicos.
Como consequência desta associação com a formação de nova crusta, os basaltos toleíticos são a rocha que cobre a maior porção superfície da crusta da Terra, já que compõem a maior parte de crusta oceânica, em geral sob a forma de MORBs (mid ocean ridge basalt), um tipo de basalto toleítico particularmente pobre em elementos incompatíveis. Aparece ainda em vários pontos da crusta continental, como por exemplo na Europa nas regiões de Vogelsberg, no Westerwald e no Lausitz.
Os basaltos toleíticos são utilizados como pedras de calçada, na feitura de britas e como balastro para linhas de caminho-de-ferro.